# 溫格斯頓馬格納
溫格斯頓馬格納（Wigston Magna），或稱溫格斯頓 （Wigston），是英格蘭萊斯特郡的一個城鎮，位於萊斯特郡郡治萊斯特南方5英里處。在2011年，溫格斯頓馬格納有人口32,321人。